# Odilón de Gerona
Odilón (f. después de 812) fue el segundo conde de Gerona, designado posiblemente por Luis el Piadoso, hijo del emperador Carlomagno, y activo entre los años 801 y 817. Fue sucesor de Rostán, y gobernó un territorio que incluía los pagus de Besalú y Ampurias, los cuales serían luego divididos en condados independientes.

## Contexto histórico
En el contexto de la Reconquista y la expansión carolingia en el noreste de la península ibérica, Carlomagno había establecido la Marca Hispánica como una región de territorios buffer para proteger el imperio de posibles incursiones musulmanas desde el Emirato de Córdoba. Estos territorios, organizados en condados y gobernados por condes leales al emperador, recibían una gran autonomía.

## Ascenso al poder
Odilón fue nombrado conde de Gerona en algún momento entre el 801 y el 812, aunque la fecha exacta sigue siendo incierta. Se sabe que sucedió a Rostán, mencionado por última vez en 801. Su designación probablemente fue realizada por Luis el Piadoso, quien entonces era rey de Aquitania y tenía autoridad delegada por su padre, Carlomagno, en las regiones fronterizas.

## Gobierno y eventos significativos
Odilón desempeñó un papel destacado en el mantenimiento de la autoridad carolingia en la Marca Hispánica, promoviendo la colonización de tierras deshabitadas y el fortalecimiento de la defensa frente a incursiones musulmanas.
En 812, Odilón fue uno de los condes convocados a la corte de Carlomagno en Aquisgrán junto con otros condes de la región, como Bera, Gaucelmo, y Guisclafredo. Este grupo fue llamado a responder a una queja presentada por un grupo de propietarios visigodos quienes acusaban a los condes de imponer tributos excesivos y tomar tierras injustamente. La intervención de Carlomagno resultó favorable para los demandantes, ordenando a los condes reducir los impuestos y abstenerse de la expropiación de tierras.
En 813, el pagus de Ampurias se independizó de Gerona, siendo designado Ermenguer como conde de Ampurias. Este fue un paso importante hacia la configuración de los futuros condados catalanes.

## Ataques musulmanes y defensa de Gerona
Durante su gobierno, Odilón enfrentó ataques musulmanes, especialmente cuando en 815 se rompió una tregua de tres años pactada en 812. Las fuerzas musulmanas atacaron Barcelona, lo que obligó a Odilón y a otros condes de la Marca Hispánica a movilizar sus ejércitos para defender la región.

## Final de su mandato
Se desconoce la fecha exacta en que Odilón dejó el título de conde de Gerona, pero se cree que ocurrió entre 812 y 817. En algún momento, la autoridad pasó a manos de Bera, el conde de Barcelona, quien asumió también el control de Gerona. Es posible que la falta de menciones de Odilón después de 812 sugiera que su mandato terminó pronto después de esa fecha.
Un supuesto conde llamado Ragonfred, mencionado en 817, no parece haber sido conde de Gerona, sino más bien un enviado imperial para inspeccionar el condado.

## Legado y descendencia
No se sabe nada acerca de la descendencia de Odilón ni de su vida familiar. Su contribución a la consolidación de la Marca Hispánica y su papel en la administración de la región lo colocan como una figura relevante en los primeros tiempos de la expansión carolingia en el noreste de la península ibérica.
| Predecesor: Rostán | Conde de Gerona 801 (o 811) - 812/817 | Sucesor: Bera |